# Необычайные похождения Хулио Хуренито
«Необычайные похождения Хулио Хуренито» — философско-сатирический роман русского писателя Ильи Эренбурга, опубликованный в 1922 году и ныне считающийся одной из лучших его книг. Особый интерес представляют почти точно предсказанные автором ряд социально-политических катастроф, случившихся десятилетиями позже.
Первое издание романа вышло с предисловием Н. Бухарина, Роман имел необычайный успех в 1920-е годы, в последующие годы книга была изъята и помещена в спецхран. «Хуренито» не переиздавался до 1960-х годов, до перестройки роман был издан всего один раз (в собрании сочинений Эренбурга), причём с существенными цензурными сокращениями и искажениями.
Роман был переведён и опубликован во многих странах. В 2008 году редакцией «Независимой газеты» («НГ-ExLibris») «Хуренито» включён в список «100 лучших романов всех времён».

## История создания
Как пишет Эренбург в своих воспоминаниях, замысел романа сложился у него ещё в бытность его в революционном Киеве (1919 год). До этого Эренбург публиковал только поэтические сборники, хорошо принятые читателями. К тому времени он завоевал себе репутацию убеждённого социалиста и яростного противника войны, которую повидал немало, как во Франции, так и в России, как фронтовой корреспондент.
После войны, весной 1921 года, 30-летний Эренбург получил официальное разрешение отправиться в Париж в «художественную командировку». Перед отъездом член большевистского ЦК Николай Бухарин, гимназический товарищ Эренбурга (спасший его в 1920 году от застенков ВЧК), посоветовал ему написать книгу о послевоенной Европе, «только позлее».
«Хулио Хуренито» — прежде всего интересная книга.
Можно было бы, конечно, сказать много «серьёзных» и длинных фраз по поводу «индивидуалистического анархизма» автора, его нигилистического «хулиганства», скрытого скептицизма и т. д. Нетрудно сказать, что автор — не коммунист, что он не очень шибко верит в грядущий порядок вещей и не особенно страстно его желает… Но всё же книга от этого не перестаёт быть увлекательнейшей сатирой. Своеобразный нигилизм, точка зрения «великой провокации» позволяет автору показать ряд смешных и отвратительных сторон жизни при всех режимах.
Обнаружив в Париже Эренбурга с паспортом советской России, французская полиция немедленно выслала его в Бельгию, где он выполнил просьбу Бухарина и за 28 дней написал свой первый роман «Хулио Хуренито».
Первое издание романа было опубликовано в 1922 году в Берлине (в издательстве А. Г. Вишняка «Геликон») и быстро разошёлся. Год спустя «Хуренито», вопреки протестам петроградского вождя Зиновьева, был опубликован в СССР с предисловием Бухарина и также имел большой успех. В первом издании роман имел пародийно-длинное название: «Необычайные похождения Хулио Хуренито и его учеников: мосье Дэле, Карла Шмидта, мистера Куля, Алексея Тишина, Эрколе Бамбучи, Ильи Эренбурга и негра Айши, в дни Мира, войны и революции, в Париже, в Мексике, в Риме, в Сенегале, в Кинешме, в Москве и в других местах, а также различные суждения учителя о трубках, о смерти, о любви, о свободе, об игре в шахматы, о еврейском племени, о конструкции и о многом ином». В большинстве последующих изданий перечень учеников был удалён или перенесён в подзаголовок следующего листа.
По свидетельству Н. К. Крупской, роман прочитал  и одобрил В. И. Ленин: «Хорошо у него вышло».
В переиздания 1927—1928 годов цензурой были внесены сокращения, особенно в 27-ю главу (о встрече Хуренито с Лениным). После этого более 30 лет роман был под запретом: только в собрании сочинений Эренбурга (1962 год) «Хуренито» появился снова, но предисловие Бухарина и 27-я глава были выброшены полностью, а ряд фраз был вычеркнут или переделан.

## Сюжет
Книга состоит из предисловия и 35 глав. Первые 11 глав — сбор учеников и рассуждения Учителя о различных темах, следующие 11 — их судьбы в годы Мировой войны, затем ещё 11 глав посвящены их судьбам в революционной России. Предпоследняя глава — о смерти Учителя; а последняя выполняет функцию послесловия. Сатира в романе носит тотальный характер — среди персонажей жители разных стран и противоположных убеждений, автор устами Хуренито едко высмеивает как старый, так и новый миропорядок.

Эренбург оставался еретиком и повествуя о русской революции — показывая её несообразности, он издевался над ними с той же остротой, как над французской демократией и папским престолом, над необузданностью итальянцев и законопослушностью немцев, над всхлипываниями русской интеллигенции и американской деловитостью, над красноречием социалистических партий, несостоятельных перед натиском национализма, и штампами большевистской печати, над элитарным искусством и конструктивизмом для масс, над буржуазным браком и собственными стихами из книги «Молитва о России».

Роман написан от первого лица; рассказчиком Илья Эренбург сделал себя, нищего русского эмигранта в Париже 26 марта 1913 года накануне Первой мировой войны. Сидя в кафе «Ротонда» на бульваре Монпарнас, он знакомится с демонической личностью — Хулио Хуренито, который берёт его в ученики. В действительности рассказчик не тождествен автору, личность автора как бы расщеплена между рассказчиком и Хуренито. По ходу действия Хуренито приобретает новых последователей, занимается загадочной, а также мошеннической деятельностью, которую оправдывает тем, что он содействует прогрессу человечества. Компания путешествует по Европе и Африке, и в конце концов оказывается в революционной России, где 12 марта 1921 года Хуренито умирает в Конотопе, завещав Эренбургу написать его биографию.
Роман представляет собой некоторую аллюзию на Евангелие: Хуренито выведен как Учитель, его последователи становятся подобием апостолов; указан его день рождения — это праздник Благовещения, он умирает в 33 года, жертвуя собой и добровольно подставляя себя под пули, рассказчик в этой сцене сбегает в ужасе, а потом сравнивает себя с отрёкшимся Петром. Впечатлению способствует подача темы автором — с пиететом к Хуренито, перебивкой событий притчами.

## Предсказания
В романе делается ряд предсказаний развития событий, и немало из них исполнились.
- Массовое истребление евреев:

В недалеком будущем состоятся торжественные сеансы уничтожения иудейского племени в Будапеште, Киеве, Яффе, Алжире и во многих иных местах. В программу войдут, кроме излюбленных уважаемой публикой традиционных погромов, также реставрирование в духе эпохи: сожжение иудеев, закапывание их живьём в землю, опрыскивание полей иудейской кровью и новые приёмы, как то: «эвакуация», «очистка от подозрительных элементов» и пр., и пр. О месте и времени будет объявлено особо. Вход бесплатный.
- Американское ядерное оружие в Японии:

Он возлагал все свои надежды на известные эффекты лучей и на радий. <…> Однажды Учитель вышел ко мне весёлый и оживлённый; несмотря на все затруднения, он нашёл средство, которое значительно облегчит и ускорит дело уничтожения человечества. <…> Мне известно, что аппараты он изготовил и оставил на сохранение мистеру Кулю. Когда год спустя он захотел наконец их использовать, мистер Куль начал всячески оттягивать дело, уверяя, что отвёз аппараты в Америку, а поручить привезти их никому нельзя и прочее. Я полагал, что мистер Куль руководится при этом соображениями финансового характера, но как-то он признался, что немцев можно добить французскими штыками, а фокусы Хуренито лучше оставить впрок для японцев. Впоследствии обстоятельства сложились так, что Учитель не вспоминал никогда об этом изобретении, но во всяком случае — я знаю это доподлинно, — аппараты и объяснительные записки находятся сейчас в руках мистера Куля.
- Немецкое отношение к оккупированным землям:

Нам придётся вскоре, по стратегическим соображениям, очистить довольно изрядный кусок Пикардии; возможно, что мы туда не вернёмся, и уже очевидно, что мы её не присоединим. Поэтому я подготовляю правильное уничтожение этой области. Очень кропотливое занятие. Надо изучить все промыслы: в Аме мыльный завод — взорвать; Шони славится грушами — срубить деревья; возле Сен-Кентэнэ прекрасные молочные хозяйства — скот перевести к нам и так далее. Мы оставим голую землю. Если можно было бы проделать такое вплоть до Марселя и Пиренеев, я был бы счастлив…

## Действующие лица
- Хулио Хуренито — «Учитель»

Хулио Хуренито родился 25 марта 1888 года в мексиканском городке Гуанахуате и был крещён именем Хулио-Мария-Диего-Пабло-Анхелина, участвовал в местных революциях вместе с Сапатой, грабил золотоискателей, дружил с Диего Риверой, но главной своей задачей ощущает быть провокатором и перевернуть мировой порядок. Он весьма образован и знает множество языков, придерживается собственной точки зрения относительно морали, философ-анархист, но при этом не брезгует обманывать дельцов, получая от них крупные суммы, и выдавать себя за государственных деятелей иных держав (как утверждают, его образ повлиял позднее на Остапа Бендера).
- Его ученики, каждый из которых воплощает (саркастически описанный) определённый национальный тип.

1. Мосье Дэле, французский буржуа, любитель комфорта и развлечений.
2. Мистер Куль, американский предприниматель, верящий в доллар и Библию.
3. Карл Шмидт, немецкий студент, по своим воззрениям близкий к зарождающемуся национал-социализму.
4. Алексей Спиридонович Тишин, русский интеллигент, родом из Ельца, последователь философа Владимира Соловьёва.
5. Эрколе Бамбучи, итальянский бездельник.
6. Илья Эренбург, российский еврей, преданный, восторженный и немного наивный последователь. Насмешливый автошарж, часть приведенных деталей соответствует реальной биографии писателя.
7. Айша, сенегальский негр, бой в парижском отеле «Мажестик».

Эти персонажи фигурируют и в некоторых других произведениях писателя — мистер Куль возникает в «Тресте Д. Е.», мосье Делэ — в «Тринадцати трубках».

### Прообразы
Считается, что образ Хулио Хуренито связан с личностью его соотечественника художника Диего Риверы. Об этом в своих записках пишет, в частности, Маяковский. Сам Эренбург это отрицал: «Все мои герои — плод моего литературного вымысла и ничего не имеют общего с реальными прототипами!».
Прообразом Алексея Спиридоновича Тишина послужил Тихон Иванович Сорокин (1879—1959) — искусствовед, второй муж Екатерины Шмидт, которая ушла к нему от Эренбурга. Пошёл в армию, попал в Иностранный Легион, заболел тифом.
Крупный большевик, которого навещает Хуренито в Кремле и затем, в знак солидарности с ним, целует в «высокий покатый лоб», не названный по имени и выведенный под псевдонимом «Великий Инквизитор» — разумеется, Ленин.

## Критика
Сам Эренбург называл этот роман лучшей своей книгой. В мемуарах «Люди, годы, жизнь» он пояснил: «В „Хуренито“ я показывал торжество мира денег, ложную свободу, которую регулирует чековая книжка мистера Куля и социальная иерархия месье Дэле». Однако столь же язвительно-иронически описана и обстановка в Советской России. Поэтому часть критиков, как антисоветски, так и просоветски настроенных, осудила роман как лишённый каких-либо положительных идеалов. В письме Марии Шкапской Эренбург размышляет об этом: «В понимании этой книги три ступени — кретины видят философию нигилизма и негодуют, „середняки“ — решают, что это сатира, и смеются, а немногие… вот сие не умею определить, должное понимание. Знаю только, что это и то и другое и ещё всякое…»..
Философ-эмигрант Фёдор Степун считал, что «Хуренито» создан на «голом, злом отрицании». Диссидент Р. В. Иванов-Разумник писал об Эренбурге: «…своего лица у него совсем нет, он всегда кому-нибудь подражает. В романе „Хулио Хуренито“ он рабски следует по стопам Анатоля Франса».
Евгений Замятин оценил книгу позитивно, его подкупил иронический стиль, «европеизм»: «Это [ирония] — оружие европейца, у нас его знают немногие: это — шпага, а у нас — дубинка, кнут. На шпагу поочередно нанизывает Эренбург империалистическую войну, мораль, религию, социализм, государство — всякое». Некоторые главы романа Замятин оценил как «превосходные, франсовские», правда, соседствующие с «фельетонными». «Едва ли не оригинальнее всего, что роман — умный и сам Хулио Хуренито — умный. За редким исключением русская литература десятилетиями специализировалась на дураках, тупицах, идиотах, блаженных, а если пробовала умных — редко у кого выходило. У Эренбурга — вышло».
Маяковскому и Волошину роман понравился. Советский критик Г. Лелевич зачислил Эренбурга в «попутническую прозу»: «роман, совершенно напрасно расхваленный тов. Бухариным, приковал к своему творцу сердца мещанских читателей».
По мнению Шкловского: «это очень газетная вещь, фельетон с сюжетом… в нём [Эренбурге] хорошо то, что он не продолжает традиций великой русской литературы и предпочитает писать „плохие вещи“». Мариэтта Шагинян оценила роман как «событие в нашей литературе».
Критики отмечают внимательное отношение М. А. Булгакова к тексту Эренбурга: так, например, Мариэтта Чудакова настаивает на полемичности первой сцены «Мастера и Маргариты» по отношению к позиции героя-рассказчика романа Эренбурга, а также сходные мотивы при «появлении дьявола» в первых сценах обоих романов.
Борис Парамонов высказывался: "Я полагаю, что своего Хуренито он придумал, внимательно прочитав одну тогдашнюю книжку – "Переписку из двух углов" Вячеслава Иванова и Гершензона. Эренбург разрабатывает в "Хуренито" гершензоновскую партию – и позднее в мемуарах вполне понятно намекает на это".

## Издания
.
В СССР и России
- 1922: Москва—Берлин: Геликон, 354 с.
- 1923: Москва—Петроград, Госиздат, 274 с., с предисловием Н. И. Бухарина.
- 1927: Москва—Ленинград, Госиздат, 284 с. В этом издании уже появились цензурные искажения.
- 1928: Полное собрание сочинений в 8 томах, том I. Москва—Ленинград: Земля и фабрика, 336 с.
- 1962: Собрание сочинений в 9 томах, том I, стр. 7-234. М.: Гослитиздат. Издание с большими цензурными сокращениями и искажениями.
- Эренбург И. Необычайные похождения Хулио Хуренито и его учеников. — М.: Юридическая литература, 1989. — 192 с. — (Волшебный фонарь). — ISBN 5-7260-0277-6. — полное издание, текст сверен с первыми публикациями, искажённые цензурой фрагменты восстановлены.
- 1990: Собрание сочинений в 8 томах, том I, стр. 217-452. М.: Художественная литература, ISBN 5-280-01054-5.
- 1991: Необычайные похождения Хулио Хуренито. Жизнь и гибель Николая Курбова. М.: Московский рабочий, ISBN 5-239-00985-6.
- 2001: Антология «Советская проза 20—30-х годов». Том 1. М.: Литература, Терра-Книжный клуб, Серия: Сокровища мировой литературы. ISBN 5-300-02915-7, 5-300-02914-9.
- 2001: Необычайные похождения. СПб.: Кристалл, Серия: Библиотека мировой литературы. ISBN 5-306-00066-5.
- 2008: Необычайные похождения Хулио Хуренито и его учеников. М.: Эксмо, Серия: Русская классика. ISBN 978-5-699-29057-4.
- 2012: Необычайные похождения Хулио Хуренито и его учеников. СПб.: Азбука, М.: Азбука-Аттикус, Серия: Азбука-классика (pocket-book). ISBN 978-5-389-02706-0
- 2019: Необычайные похождения Хулио Хуренито и его учеников. М.: Время, Серия: Проверено временем. ISBN 978-5-00112-209-8.

За рубежом
- 1923: на немецком и испанском языках.
- 1924: на французском и польском языках.
- 1926: на чешском языке.
- 1928: японский перевод и испанское переиздание.
- 1930: на английском языке в США.
- 1931: немецкое и испанское переиздания.
- 1932: бразильское издание.
- 1936: на болгарском языке.
- 1937: на голландском языке.
- 1945: итальянский перевод.
- 1947: бразильское переиздание.
- 1957: польское издание на иврите.
- 1958: на английском языке в Великобритании.